# 曹吉祥
曹吉祥（？—1461年），永平灤州（河北灤縣）人，明朝宦官，曾任司禮監太監，官至總督京營太監。

## 生平
最早為王振門下，時擔任監軍，參加過麓川之役、征兀良哈、讨邓茂七之變，有軍功。
景泰八年（1457年）正月十六日，與徐有貞、石亨、許彬等人聯合，乘景帝病重，迎英宗復位，史稱「奪門之變」。以功升為司禮太監，總督三大營。嗣子（侄子）曹钦因此晉封昭武伯，門下廝養冒官者多至千百人，朝士亦有依附者。
天順元年春正月壬午，武清侯石亨，都督張輗、張軏，左都御史楊善，副都御史徐有貞，太監曹吉祥以兵迎帝於南宮，御奉天門，朝百官。丙戌，詔赦天下，改景泰八年為天順元年。史稱奪門之變。當年在討論奪門之變的功勞時，也對曹吉祥的嗣子曹欽進行封賞，封其為都督同知。
天順四年（1460年）石亨大肆培植党羽，干预朝政，得罪瘐死獄中。吉祥恐被斥，渐蓄异谋，暗令侄子曹钦蓄养了大批死士。
天顺五年（1461年）七月，總督京營太監曹吉祥及昭武伯曹欽發動叛亂，事发前夕，马亮畏罪告發，曹钦匆忙起事，杀锦衣卫指挥同知逯杲等人，攻入皇城。左都御史寇深、恭順侯吳瑾被殺。懷寧伯孫鏜率兵討平之。事敗，曹钦投井自盡，曹吉祥被凌遲於市，夷其族，其黨湯序等人皆伏誅。

## 延伸阅读
[在维基数据编辑]
 《國朝獻徵錄·卷之一百十七》，出自焦竑《國朝獻徵錄》
 《明史卷三百〇四》，出自《明史》